# El petó del vampir
El petó del vampir (títol original: Vampire's Kiss) és una pel·lícula estatunidenca dirigida per Robert Bierman, estrenada l'any 1989. Ha estat doblada al català. Pel·lícula dins una pel·lícula, es presencia en un moment un tall del Nosferatu de Murnau (1922) i sobretot l'escena final on el vampir mor mentre canta el gall.

## Argument
Peter Loew (Nicolas Cage) està persuadit d'haver-se convertit en vampir a causa de'una mossegada imaginària. Acaba per no distingir la realitat del somni, i creu poder curar-se aterrint Alva, l'una dels seus secretaries i tractant-se per una psicoanalista, la Dra. Glazer. Amb el temps la situació empitjora, arribarà a violar Alva i mossegar mortalment una jove en una discoteca. El germà de Alva decidirà llavors actuar com reparador d'injusticies.

## Repartiment
- Nicolas Cage: Peter Loew
- Maria Conchita Alonso: Alva Restrepo, la secretaria
- Jennifer Beals: Rachel
- Elizabeth Ashley: Dra. Glaser
- Kasi Lemmons: Jackie
- Bob Lujan: Emilio, el germà de Alva
- Jessica Lundy: Sharon
- Johnny Walker: Donald
- Boris Leskin: Fantasy Cabbie
- Michael Knowles: Andrew
- John Michael Higgins: Ed
- Jill Gatsby: La noia "vampiritzada" en la discoteca

## Premis
- 1989: Millor actor per Nicolas Cage al Festival Internacional de cinema fantàstic de Sitges